# Vodni udar
Vodni udar ili hidraulički udar je nagla i značajna promjena tlaka zbog promjene brzine vode na jednom kraju cjevovoda, a obično se dešava na nizvodnom kraju cjevovoda zbog zatvaranja zatvarača.
Hidraulički udar se odvija pod prevladavajućim utjecajem sila inercije i sila elastičnosti. Brzine širenja promjene tlaka u tlačnom cjevovodu vrlo su velike, te su za čelične cjevovode reda veličine 1000 m/s. Prirast tlaka na zatvaraču zbog efekta vodnog udara može doseći vrijednosti od nekoliko desetaka bara. Prirast tlaka zbog vodnog udara obično prati vibracije cijevi i pojava buke. Periodi oscilacije tlaka su u pravilu vrlo kratki i mogu iznositi dijelove sekunde. Izraženost efekta hidrauličkog udara ovisi od protoka kroz tlačni cjevovod, njegovoj duljini, elastičnim svojstvima cjevovoda, dimenzijama cjevovoda i vremenu trajanja manevra sa zatvaračima koji može trajati svega par sekundi.

## Povijest
U prvom stoljeću prije Krista Marcus Vitruvius Pollio opisao je posljedice vodnog udara u olovnim cijevima i kamenim akvaduktima u antičkom Rimu.

## Vodni udar u hidroelektranama
U visokotlačnim hidroelektranama se vodni udar u pravilu ne prenosi u dovodni tunel, jer pri zatvaranju višak vode iz tunela ulazi u vodnu komoru. Pri naglom otvaranju zatvarača vodne turbine (puštanje u pogon), dok se ne uspostavi stacionarno stanje, manjak vode u tlačnom cjevovodu se nadoknađuje iz vodne komore. U svakom slučaju, masa vode iz dovodnog tunela oscilira u sistemu dovodni tunel – vodna komora, gdje dominiraju sile inercije i sile trenja. Vrijeme trajanja ovih oscilacija do konačnog smirivanja (pri naglom zatvaranju) može potrajati vrlo dugo (par sati). Vodni udar u tlačnom cjevovodu ni fizikalno ni vremenski se ne podudara s oscilacijama vode u sistemu dovodni tunel – vodna komora, pa se ta dva procesa mogu odvojeno izučavati i odvojeno proračunavati, tlak na ulasku u tlačni cijevovod određen je za sve vrijeme kotom vode u vodnoj komori. Kad se vodni udar računa za potrebe dimenzionara tlačnih cjevovoda na visokotlačnim elektranama, zanemaruje se utjecaj trenja.
Osnovni zahtjevi projektne zadaće pri proračunu vodnog udara u tlačnom cjevovodu je određivanje maksimalnih vrijednosti tlaka i protoka na zatvaraču te na osnovu toga dimenzioniranje cjevovoda za dani režim zatvaranja zatvarača. Također je potrebno proračunati proces naglog puštanja turbina u pogon. U ovome slučaju, kada u početnoj fazi voda u tlačni cjevovod dolazi iz vodne komore, ne smije se dopustiti ni pod kojim uvjetima ulazak zraka u tlačni cjevovod, što bi radi kavitacije i komprimacije moglo dovesti do znatnog oštećenja ili puknuća cjevovoda. Kao rezultat proračuna vodnog udara proizlaze dimenzije tlačnog cjevovoda, provjera rezervi vode iz vodne komore i definiranje sigurnog režima zaustavljanja i puštanja u pogon turbina.
Pri izučavanju pojave hidrauličkog udara temeljni i pionirski doprinos dali su u svojim radovima Nikolaj Žukovski (1899.) i L. Allievi (1925). Po formuli Žukovskog, pri trenutnom potpunom zatvaranju, prirast tlaka na zatvaraču će doseći vrijednost: Δp = ρ • vo • a, pri čemu je vo - brzina u tlačnom cjevovodu prije zaustavljanja toka a a - brzina širenja elastičnih poremećaja.
{\displaystyle \Delta P=\rho a\Delta v}
gdje je: ΔP - prirast tlaka na zatvaraču (Pa), ρ – gustoća fluida (kgm−3), a – brzina zvuka u fluidu (m/s) i Δv – promjena brzine fluida (m/s). Impuls sile se stvara zbog 3. Newtonovog zakona gibanja i jednadžbi kontinuiteta, koji se primjenjuju za usporenje fluida.

## Zaštita od vodnog udara
Tlačni cjevovodi se mogu štititi od vodnog udara osim s vodnim komorama i sa:
- povećanje promjera cjevovoda čime se utječe na smanjenje brzine, a time i na veličinu vodnog udara
- izborom materijala od kojeg se radi cjevovod (veličina prirasta tlaka kod vodnog udara ovisi o brzini širenja elastičnih poremečaja, koji su u funkciji materijala iz kojeg se napravljen cjevovod. Elastični cjevovod smanjuje brzinu širenja poremećaja, tako da je za čelični cjevovod uobičajena brzina širenja elastičnih poremečaja ≈ 1000 m/s. Plastični cjevovodi još više smanjuju brzinu širenja poremećaja ≈ 300 m/s.
- povećanjem momenta inercije crpke ugradnjom zamašnjaka između crpke i elektromotora čime se produljuje vrijeme zaustavljanja crpke, pa su i promjene brzine manje
- postepeno zatvaranje ili otvaranje zasuna ugrađenog iza crpke čime se smanjuju promjene brzine
- ozračivanjem (upuštanjem zraka u cjevovod - zrak treba prije ponovnog upuštanja cjevovoda odstraniti)
- ugradnjom odušnog ventila

## Brzina širenja vodnog udara
Brzina širenja zvuka u fluidu je određeno sa {\displaystyle {\sqrt {\frac {\text{modul elasticnosti fluida}}{\text{gustoca fluida}}}}},, a vršna vrijednost će ovisiti o:
,
gdje je:
- a - brzina širenja vodnog udara
- K - = modul elastičnosti fluida
- {\displaystyle \rho } - gustoća fluida
- E - modul elastičnosti materijala cijevi
- D - unutrašnji promjer cijevi
- t - debljina stijenke cijevi
- c - bezdimenzionalni parametar zbog sustava cijevi koji utječu na brzinu vala

Za čelični cjevovod uobičajena brzina širenja elastičnih poremečaja ≈ 1000 m/s. Plastični cjevovodi još više smanjuju brzinu širenja poremećaja  ≈ 300 m/s.